# 曹燕华
曹燕华（1962年12月1日—），上海人，中国女子乒乓球运动员。

## 生涯
曹燕华5岁起练习乒乓球，1977年进入国家队，其主管教练为前国手周兰荪。1979年，曹燕华首次参加世乒赛，与队友合力夺得女团冠军。两年后的诺维萨德世乒赛，单打能力得到长足进步的曹燕华已成为国家队的重要一员，她首先与队友再夺女团冠军，其后又打进了女单决赛，但负于队友童玲。同时，曹燕华还与张德英合作，夺得女双冠军。
1983年是曹燕华确立其核心地位的一年，她在东京世乒赛再次打进女单决赛，并战胜了韩国选手梁英子，首夺女单冠军。1985年哥德堡世乒赛，曹燕华蝉联女单冠军，并与蔡振华合作，夺得混双冠军，实现了世乒赛的“大满贯”。同年，曹燕华选择急流勇退，结束了辉煌的职业生涯。

## 退役后生活
曹燕华于1986年赴日本留学，同年与前国手施之皓结婚，夫妻两人在新婚后的第二年前往德国打球，其后在当地居住了9年，并育有一子。1996年，两人回到上海发展。数年后，两人离异。
曹燕华现主力从商，并积极开展推动乒乓球运动发展的工作，创办了曹燕华乒乓球培训学校，并培养了许昕等新一代国手。

## 技术特点
曹燕华的打法为直板快攻结合弧圈球，速度快，落点好，拉球旋转性强，善于变化。